# توني بالدري
السير أنتوني برايان بالدري، الحائز على وسام الإقليم [الإنجليزية]، والنائب الملازم [الإنجليزية] (من مواليد 10 يوليو 1950) هو سياسي من حزب المحافظين البريطاني وكان عضواً في البرلمان عن بانبري من 1983 إلى 2015.

## حياته المبكرة
ولد بالدري في 1950، وتلقى تعليمه في مدرسة ليغتون بارك الدينية، وجامعة ساسكس حيث درس القانون. شارك بالدري بنشاط في السياسة الطلابية خلال سنوات دراسته الجامعية، وأثناء دراسته في ساسكس، رفع دعوى ضد اتحاد الطلاب أمام المحكمة العليا لقيام الاتحاد بمدفوعات خارج نطاق السلطة من أموال اتحاد الطلاب إلى منظمات سياسية مختلفة. وكانت «قضية بالدري ضد فينتوك» جديرة بالملاحظة في التاريخ القانوني لتحديد الوضع القانوني لاتحادات الطلاب لأول مرة.
استُدعي بالدري إلى نقابة المحامين في لينكولنز إن في 1975 وأصبح محامياً عاماً، وانضم إلى محكمة أكسفورد وميدلاندز.

## الخدمة العسكرية
انضم بالدري إلى سسكس يومانري [الإنجليزية] أثناء وجوده في الجامعة، في 1971. وأُلحق بالمدفعية الملكية، الجيش الإقليمي [الإنجليزية] في 19 مايو 1974، برتبة ملازم ثان (في فترة اختبار). وحصل على رقم الخدمة 498590. وأُكد تكليفه ورتبته في 19 مايو 1974. وترقى إلى رتبة ملازم في 19 مايو 1976، وإلى رتبة نقيب في 18 فبراير 1981.
تقاعد من الجيش الإقليمي في 1 أبريل 1990 برتبة رائد بالوكالة.

## وصلات خارجية
- Tony Baldry MP official constituency site
- Tony Baldry MP نسخة محفوظة 7 June 2005 على موقع واي باك مشين. at ePolitix
- Profile at Conservatives.com

| سبقه نيل مارتن   | عضو البرلمان عن بانبري 1983–2015                       | تبعه فيكتوريا برينتس |
| المناصب السياسية |                                                        |                      |
| سبقه ميخائيل جاك | وزير الدولة للزراعة والثروة السمكية والأغذية 1995–1997 | تبعه جيف روكر        |

| ألقاب تشريفية                | ألقاب تشريفية                         | ألقاب تشريفية    |
| ---------------------------- | ------------------------------------- | ---------------- |
| سبقه بارون ساي وسيلي العشرين | الوكيل الأعلى لمدينة بانبري 2016–الآن | تبعه سيعلن لاحقاً |